# Kevinho
Kevin Kawan de Azevedo (Campinas, 15 settembre 1998) è un cantautore e musicista brasiliano.

## Biografia

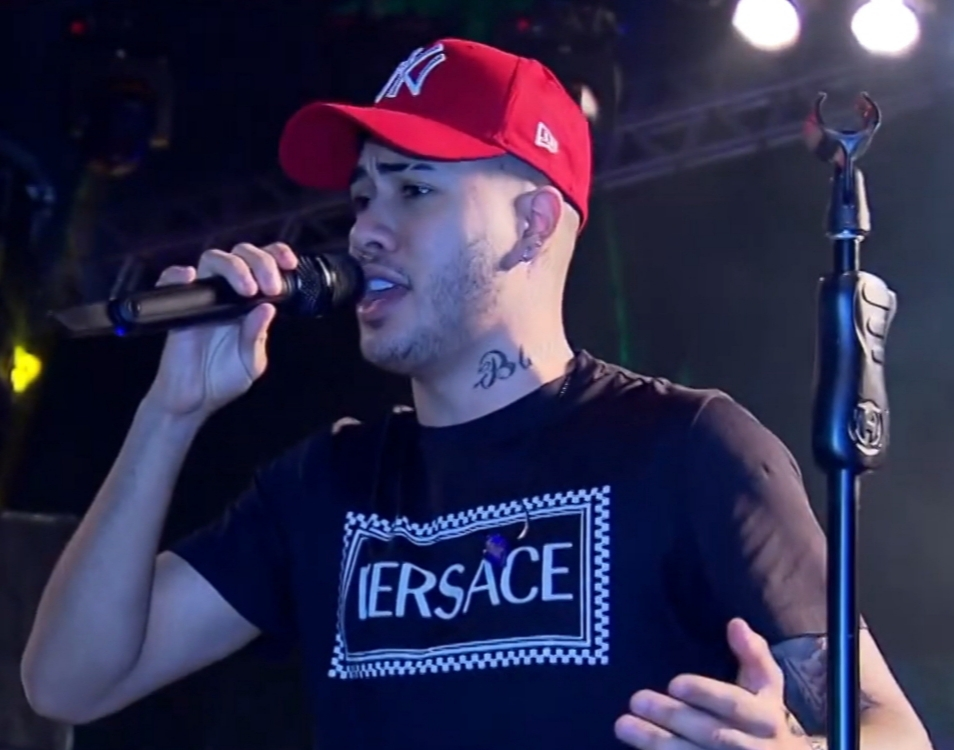
Kevinho nel 2019

MC Kevinho ha iniziato la sua carriera nel 2012, promuovendo le sue canzoni su Internet.
Nel 2016 è diventato un membro della società di produzione KondZilla Records e a maggio ha pubblicato il suo primo singolo di successo, Elas gostam, con la partecipazione di MC Davi. A settembre esce il singolo Tumbalatum, brano che invita l'artista a partecipare a diversi programmi televisivi.
Nel marzo 2017 è uscito il singolo Turutum. La canzone è diventata il suo principale successo, diventando un successo, rimanendo a lungo tra le più suonate nel paese e nel carnevale nel 2017, facendo conoscere il cantante a livello internazionale.

## Caratteristiche
Il suo suono fonde EDM, electro-funk e vari ritmi tropicali e hip-hop, come dimostrato dal suo successo nel 2016 "Olha a Explosão", il cui video ha registrato più di 1 miliardo di visualizzazioni. In combinazione con i suoi altri successi, il totale è di quasi due miliardi. I suoi singoli video hanno raggiunto tutti i primi 20 anche in streaming.

## Discografia

### EP
- 2016 – MC Kevinho
- 2017 – MC Kevinho
- 2021 – O MLK dos hits

### Singoli
- 2014 – Vem menina
- 2014 – Que mina linda (con MC Yuri BH)
- 2014 – Quando ela me viu no baile
- 2014 – Olha eu sou treinado
- 2014 – Ela veio se abrindo
- 2014 – Chama as amigas
- 2014 – Garota tentação
- 2015 – Trava
- 2015 – Vai sentar
- 2015 – Ficou contente
- 2015 – Joga a bunda
- 2015 – Psicologa
- 2016 – Tumbalatum
- 2016 – MC Kevinho
- 2016 – Elas gostam (con MC Davi)
- 2016 – Olha a explosão
- 2016 – Jogando o bumbum (con MC Davi)
- 2017 – Turutum
- 2017 – O grave bater
- 2017 – Tô apaixonado nessa mina
- 2017 – Encaixa (con Léo Santana)
- 2017 – Vem novinha (con DJ Marlboro)
- 2017 – Deixa ela beijar (con Matheus & Kauan)
- 2017 – Rabiola
- 2018 – Ta tum tum (con Simone & Simaria)
- 2018 – Pega a receita (con MC Dede)
- 2018 – Papum
- 2018 – Amsterdã (con Junior Lord)
- 2018 – O bebê (con MC Kekel)
- 2018 – Agora é tudo meu (con Dennis)
- 2019 – Terremoto (con Anitta)
- 2019 – É rave que fala né (con MC Hollywood)
- 2019 – Facilita
- 2019 – Salvou meu dia (con Gusttavo Lima)
- 2019 – Uma nora pra cada dia
- 2019 – Credo que delícia
- 2019 – Reboladinha (con MC Lukkas)
- 2019 – Entrou pra turma (con MC Matheuzinho)
- 2019 – Paredão (con Dadá Boladão e MC Jottapê)
- 2020 – Corpo sensual (con Tyga)
- 2020 – Te gusta
- 2020 – Avançada
- 2020 – Só você (con Léo Santana e MC Rogerinho)
- 2020 – Se ferrou (con Dennis)
- 2020 – Desce com pressão (con Tainá Costa e i Mad Dogz)
- 2020 – Bruninha (con Terry)
- 2021 – Gosto do problema (Tchururu) (con MC Matheuzinho e MC Jottapê)
- 2021 – Senta com amor (con Zé Felipe)
- 2021 – Não me tira da sua boca (con MC Matheuzinho e Raí Saia Rodada)
- 2021 – Taradinha (con Lexa e Hitmaker)
- 2021 – Senta pra carai (con DJ Guuga)
- 2021 – Errada ela não tá (con MC Jottapê e Aron)
- 2021 – Não se envolve (con Daniel Caon)
- 2021 – Taca no chão (con Alok e MC Jottapê feat. MC Doni)
- 2021 – Chama neném
- 2021 – Quem perdeu que chore (con Israel & Rodolffo)
- 2021 – Solinho
- 2022 – Cena de novela (con Junior Lord feat. Pelé MilFlows)
- 2022 – Bota o bundão pra trabalhar (con MC Don Juan, MC Pedrinho, MC Ryan SP e DJ 900)
- 2022 – Louca (con MC Pedrinho)
- 2022 – Tô gravando
- 2022 – Piripaque
- 2023 – Teu dom
- 2023 – Toma tapa
- 2023 – Ela me arranha (con MC Paiva ZS e DJ Aladin GDB)
- 2023 – Tá em casa (con Gabb MC e DJ Aladin GDB)
- 2023 – Oh mãe
- 2024 – Tropical (con MC Rogerinho)